# 貝爾法斯特區
貝爾法斯特區 （Belfast City Council；愛爾蘭語：Comhairle Cathrach Bhéal Feirste），是北愛爾蘭東部的一個區。面積115 km²，2006年人口267,400人。區行政中心為貝爾法斯特。